# Polizeiruf 110: Bei Klingelzeichen Mord
Bei Klingelzeichen Mord ist ein deutscher Kriminalfilm von Andreas Kleinert aus dem Jahr 2001. Es ist die 227. Folge innerhalb der Filmreihe Polizeiruf 110 und der zweite Fall für die Kriminalhauptkommissarin Wanda Rosenbaum und den Polizeihauptmeister Horst Krause.

## Handlung
Als Polizeihauptmeister Krause seine Nichte Jana verspätet zur Schule bringt, kommt deren Lehrerin Katja Kamp ihm aus Janas Klassenraum entgegen und bricht mit einer Stichwunde tödlich verletzt zusammen. Kriminalhauptkommissarin Wanda Rosenbaum übernimmt die Ermittlungen, bei denen zunächst jeder der 21 anwesenden Schüler verdächtig erscheint, die unbeliebte Frau Kamp getötet zu haben. Krause findet mittlerweile heraus, dass Jana am Tag der Tat absichtlich verschlafen habe. Auch weitere Schüler haben überraschend gefehlt. Offensichtlich wussten alle Schüler, dass an diesem Morgen etwas vorfallen würde. Der von Kamp suspendierte Schüler Alexander Jahn scheint der Täter zu sein, jedoch bezeugen seine Mitschüler, dass er zur Tatzeit gar nicht anwesend war. Die Schüler untereinander geraten zunehmend unter psychischen Druck. Als schließlich Jana versucht, sich das Leben zu nehmen, gestehen die übrigen Schüler den tatsächlichen Tathergang: Lehrerin Kamp griff Alexander in der Unterrichtsstunde verbal an, der sie daraufhin mit einem Messer bedrohte. Die Schülerin Lilly nahm schließlich Alexander das Messer ab und stach zu. Alexander flüchtete anschließend mit der Tatwaffe durch das Fenster aus dem Klassenraum.
In einer Nebenhandlung versucht Rosenbaum wiederholt, Kontakt zu ihrer erwachsenen Tochter aufzubauen. Beide hatten sich im Lauf der Jahre entfremdet, nach ihrer Scheidung hatte sie ihre Tochter in ein Internat geschickt. Ihre Tochter, die mittlerweile nicht mehr studiert und versucht, ihr Leben auf ihre eigene Weise zu leben, lehnt die Kontaktaufnahme durch ihre Mutter jedoch ab.

## Kritik
Die Kritiker der Fernsehzeitschrift TV Spielfilm vergaben die bestmögliche Wertung (Daumen nach oben) und schrieben, der Polizeiruf würde feinfühlig Nachhilfe in realitätsnaher Kriminalistik erteilen. Wanda Rosenbaum wird als eine „Ermittlerin mit netten Psychotricks“ bezeichnet.
Rainer Tittelbach gibt dem Film bei tittelbach.tv insgesamt 5 von 6 Sternen und bezeichnet den Film als ein Programm-Highlight des Jahres 2001. Bei Klingelzeichen Mord sei sehr viel mehr als ein bloßer Zeitgeist-Reflex oder Themenkrimi-Schnellschuss. Der Film zeichne vielmehr das Bild einer sich verloren fühlenden Generation, ohne dabei das Universale aus dem Blick zu verlieren. Nämlich, dass die Jugend – mit all ihren emotionalen Irrungen und Wirrungen – auch eine Phase der Selbstfindung im Leben sei. Mit ihrer geschickten Taktik würde die Kommissarin schließlich das Schweigen der Klasse brechen und so zum Ermittlungserfolg gelangen. Dieser Polizeiruf sei „ein Drama, das ran geht an die Figuren und doch immer wieder in der ästhetischen Art seiner Inszenierung Distanz schafft. Und Jutta Hoffmann ist einfach zum Niederknien!“